# Inosperma erubescens
Inosperma erubescens è un fungo tossico che fino ad alcuni anni fa era denominato Inocybe patouillardii e apparteneva al genere Inocybe.
Il fungo è noto per la sua tossicità; esso e alcuni funghi simili del genere Inocybe, in particolare, contengono muscarina, una sostanza alcaloide che può causare una serie di sintomi se ingerita, tra cui salivazione eccessiva, sudorazione, nausea, crampi addominali e, nei casi più gravi, difficoltà respiratorie. La muscarina agisce sul sistema nervoso parasimpatico e può produrre danni molto seri, anche se generalmente temporanei.

## Descrizione
Inosperma erubescens ha un aspetto piuttosto discreto, ma facilmente confondibile con altre specie non tossiche. Il cappello è di dimensioni medio-piccole, con una forma convessa che si appiattisce con l'età. La superficie del cappello è di colore marrone-giallastro, mentre le lamelle sono fitte e di colore bianco-giallastro. Il gambo è di colore simile, spesso con una base ingrossata e una texture fibrosa.

## Distribuzione e habitat
Questa specie si trova generalmente in ambienti boschivi, soprattutto nelle zone a clima temperato. Cresce su suoli ricchi di materia organica in decomposizione, come sotto gli alberi di conifere o di latifoglie. La sua presenza è più comune durante la fine dell'estate e l'autunno, quando le condizioni di umidità sono favorevoli alla crescita fungina.

## Specie simili
Molte specie fungine, alcune delle quali commestibili, presentano somiglianze morfologiche con Inosperma erubescens. I possibili errori di identificazione e il conseguente consumo del fungo possono portare ad avvelenamenti anche gravi.